# Батлер (тауншип, Миннесота)
Батлер (англ. Butler) — тауншип в округе Оттер-Тейл, Миннесота, США. На 2000 год его население составило 315 человек.

## География
По данным Бюро переписи населения США площадь тауншипа составляет 92,9 км², из которых 90,9 км² занимает суша, а 2,0 км² — вода (2,17 %).

## Демография
По данным переписи населения 2000 года здесь находились 315 человек, 98 домохозяйств и 83 семьи. Плотность населения — 3,5 чел./км². На территории тауншипа расположено 119 построек со средней плотностью 1,3 построек на один квадратный километр. Расовый состав населения: 96,19 % белых, 0,95 % c Тихоокеанских островов, 2,54 % — других рас США и 0,32 % приходится на две или более других рас. Испанцы или латиноамериканцы любой расы составляли 2,54 % от популяции тауншипа.
Из 98 домохозяйств в 48,0 % воспитывались дети до 18 лет, в 82,7 % проживали супружеские пары, в 2,0 % проживали незамужние женщины и в 14,3 % домохозяйств проживали несемейные люди. 14,3 % домохозяйств состояли из одного человека, при том 9,2 % из — одиноких пожилых людей старше 65 лет. Средний размер домохозяйства — 3,21, а семьи — 3,54 человека.
36,8 % населения — младше 18 лет, 5,7 % — в возрасте от 18 до 24 лет, 28,3 % — от 25 до 44, 15,9 % — от 45 до 64, и 13,3 % — старше 65 лет. Средний возраст — 33 года. На каждые 100 женщин приходилось 112,8 мужчин. На каждые 100 женщин старше 18 приходилось 114,0 мужчин.
Средний годовой доход домохозяйства составлял 29 479 долларов, а средний годовой доход семьи — 31 607 долларов. Средний доход мужчин — 23 594 доллара, в то время как у женщин — 15 938. Доход на душу населения составил 10 353 доллара. За чертой бедности находились 11,5 % семей и 14,0 % всего населения тауншипа, из которых 12,5 % младше 18 и 5,8 % старше 65 лет.